# (523684) 2014 CQ23
(523684) 2014 CQ23 est un objet transneptunien de la famille des cubewanos d'un diamètre est estimé à 372 km, ce qui pourrait le qualifier comme candidat au statut de planète naine.